# Albuca humilis
Albuca humilis är en sparrisväxtart som beskrevs av John Gilbert Baker. Albuca humilis ingår i släktet Albuca och familjen sparrisväxter. Inga underarter finns listade i Catalogue of Life.

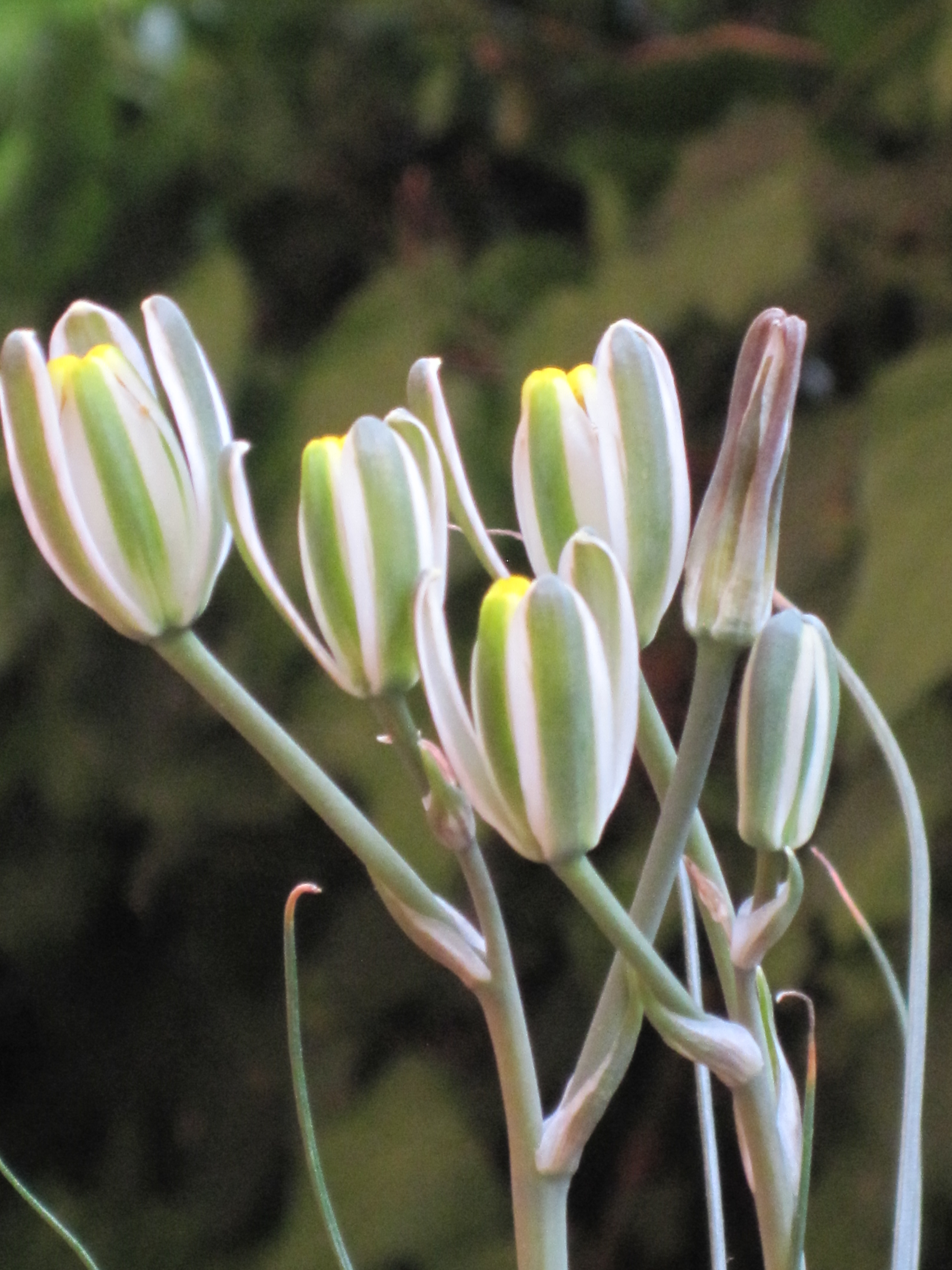
blomma

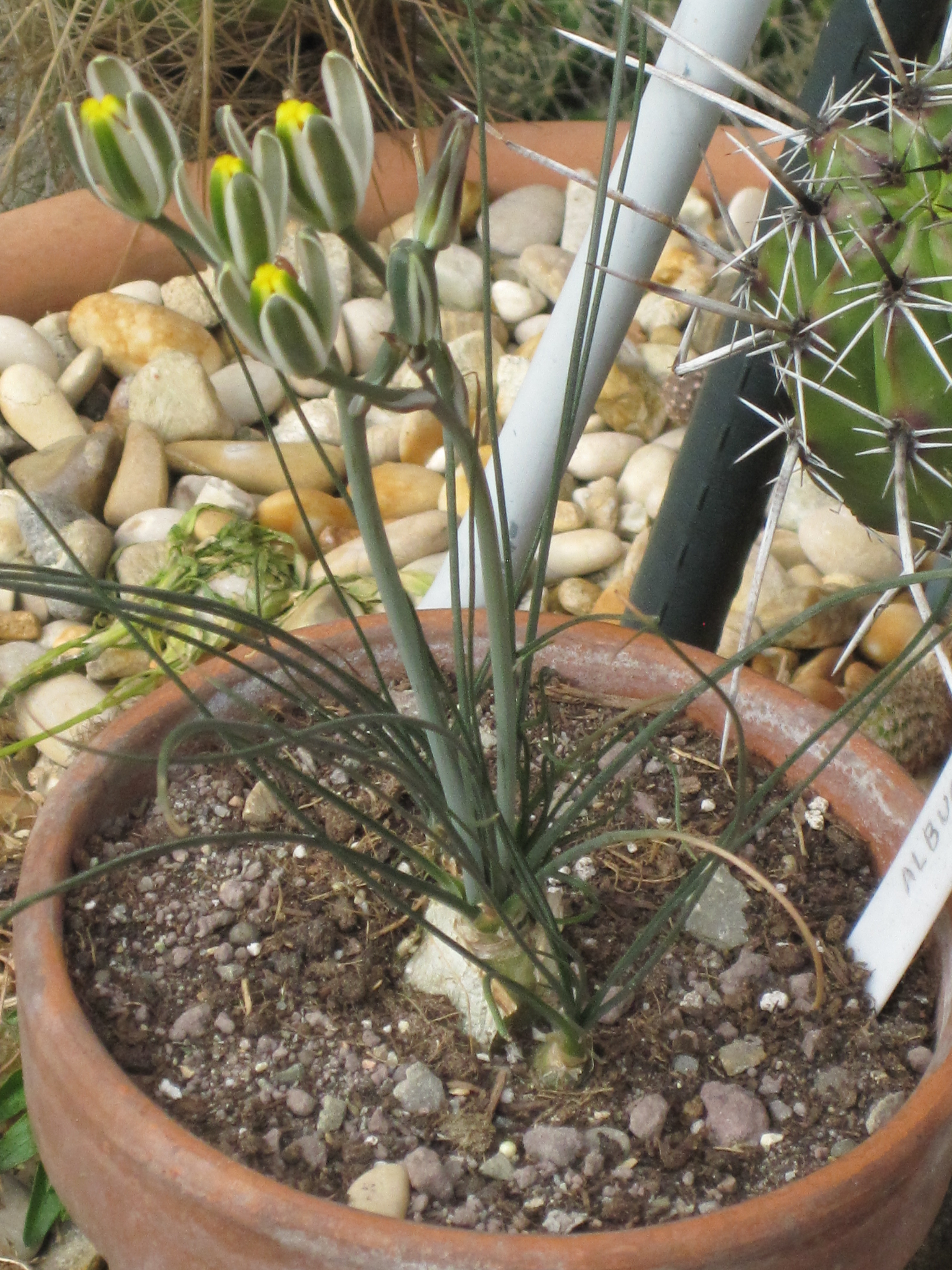
Albuca humilis